# 08/15 Go Home
Série
08/15 s'en va-t-en-guerre
(1955)
Pour plus de détails, voir Fiche technique et Distribution.
08/15 Go Home (titre original : 08/15 in der Heimat) est un film allemand réalisé par Paul May, sorti en 1955. C'est la troisième partie de la trilogie qui adapte au cinéma le roman de Hans Hellmut Kirst.

## Synopsis
La guerre est presque finie. Les fonctionnaires, les nazis, les profiteurs, autant que les résistants et opposants politiques se retrouvent ensemble devant les américains. Tout le monde passe devant la commission d'enquête, même 08/15.

## Fiche technique
- Titre : 08/15 Go Home
- Autre titre français : 08/15 rentre chez lui[1]
- Titre original : 08/15 in der Heimat
- Réalisation : Paul May, assisté d'Otto Meyer
- Scénario : Ernst von Salomon
- Musique : Rolf Wilhelm
- Direction artistique : Toni Bichl, Fritz Mögle
- Costumes : Claudia Hahne-Herberg
- Photographie : Georg Krause
- Son : Hermann Storr, Bruno Suckau
- Montage : Walter Boos (de)
- Production : Ilse Kubaschewski, Walter Traut, Paul May
- Sociétés de production : Divina-Film
- Société de distribution : Gloria Filmverleih
- Pays d'origine :  Allemagne de l'Ouest
- Langue : allemand
- Format : Noir et blanc - 1,37:1 - Mono - 35 mm
- Genre : Drame
- Durée : 96 minutes
- Dates de sortie :
  - Allemagne de l'Ouest : 30 décembre 1955.
  - Autriche : 30 janvier 1956.
  - Finlande : 10 août 1956.
  - Suède : 10 décembre 1956.
  - France : 14 décembre 1956[1].
  - Danemark : 6 mai 1957.

## Distribution
- O. E. Hasse : Major-général von Plönnies
- Hannes Schiel : Colonel Hauk
- Gustav Knuth : Major Hinrichsen
- Emmerich Schrenk : Hauptmann Fritz Schulz
- Michael Janisch : Oberleutnant Greifer
- Joachim Fuchsberger : Lieutenant Herbert Asch
- Stig Roland : Lieutenant Brack
- Max Mairich : L'intendant Brahm
- Hans Christian Blech : Wachtmeister Platzek
- Peter Carsten : Stabsgefreiter Kowalski
- Mario Adorf : Sous-officier Stamm
- Fritz Remond : Ted, officier du "Civil Internment Camp" chargé des prisonniers de guerre
- Kurt Heintel : James, officier du CIC
- Howard Vernon : John, officier du CIC
- Helen Vita : Lore Schulz
- Renate Ewert : Barbara
- Edith Schultze-Westrum : Mme Brahm
- Gustav Waldau : Le vieil homme
- Hertha von Hagen : La vieille femme
- Franz Essel : Le chef de district du NSDAP
- Hans Karl Friedrich : Major Horn
- Rudolf Rhomberg : Le chef de quartier du NSDAP

## Source de traduction
- (de) Cet article est partiellement ou en totalité issu de l’article de Wikipédia en allemand intitulé « 08/15 Go Home » (voir la liste des auteurs).